# Radon
Radon je kemijski element atomskog (rednog) broja 86 i atomske mase 222. U periodnom sustavu elemenata predstavlja ga simbol Rn.
Radon je 1900. godine otkrio Friedrich Ernst Dorn (Njemačka). Nastaje raspadom radija-226 pa je po njemu i dobio ime. Prvotno je nazvan niton po latinskoj riječi nitens što znači sjajan.
Radon je jednoatomni plin bez boje i mirisa, oko 8 puta gušći od zraka pri sobnoj temperaturi. Radioaktivan je, jako radiotoksičan i kancerogen ako se udiše. Ukapljuje se pri temperaturi -61,85 °C te počinje pokazivati radioluminiscenciju, a u čvrsto stanje plošno centrirane kubične rešetke prelazi pri -71,15 °C. U čvrstom stanju svijetli intenzivno žutom bojom koja pri temperaturama nižim od −180,1 °C postupno prelazi u narančastocrvenu.
Svi izotopi radona su radioaktivni, a nastaju kao proizvodi radioaktivnih raspadnih nizova radija, torija i aktinija. Izotop 219Rn (s vremenom poluraspada t1/2=3,96 s) nastaje raspadom aktinija pa se naziva aktinon. Izotop 220Rn (t1/2=55,6 s) nastaje raspadom torija pa se naziva toron, a najduže živući izotop 222Rn (t1/2 = 3,823 dana) nastaje alfa-raspadom izotopa radija 226Ra i naziva se radon.
Zbog svoje stabilne elektronske konfiguracije radon je kemijski inertan, ne gori i daje mali broj spojeva. S fluorom i fenolom može pri određenim uvjetima (analognim kao kod ksenona) stvarati spojeve, prvenstveno fluoride. Radonov(II)-fluorid (RnF2) stabilan je i nehlapljiv spoj koji stvara kompleksne soli. Spoj s fenolom je oblika Rn x 2C6H5OH s talištem pri 50 °C. Hidrate stvara pri 0 °C i atmosferskom tlaku. Također su registrirani i neki klorati radona.
Radon je, uz plutonij, vjerojatno najrjeđi element na Zemlji, a u tragovima prati druge radioaktivne elemente. Rasprostirući se od njih kao plin u njihovu okolinu, čini i nju radioaktivnom. U najnovije doba količina radona u vodi i atmosferi dovodi se u vezu sa seizmičkom aktivnošću. Radon je malo proučavan, dijelom zato što je plemeniti plin i teško stvara molekule, a dijelom zato što bi njegovo intenzivno zračenje uništilo svaki spoj koji bi stvorio. Ponekad se koristi u bolnicama za liječenje raka.
Radon izbija iz torijevih i uranijevih minerala. Skuplja se iznad primjeraka radija-226 (u zapečaćenim cijevima i 1 g radija proizvede 0,0001 cm−3 radona na dan). Neke izvorske vode, kao one u Hot Springsu u Arkansasu, sadrže otopljeni radon.
Zbog kratkog vremena poluraspada izotopa radon se obično laboratorijski priprema neposredno prije upotrebe. U tom postupku radijeve soli se otapaju u vodi, a s vremena na vrijeme ispuštaju se oslobođeni plinovi koji osim radona sadrže vodik i kisik. Radon se kondenzira hlađenjem, a plinoviti vodik i kisik se uklone crpkom.
Radon je vrlo opasan jer je izvor alfa-zračenja i najveća dopuštena koncentracija u zraku je 3·10−4 Bq cm−3. Radon je opasnost u rudnicima uranija i zabrinjavajuće koncentracije su pronađene u kućama u nekim regijama.
Radon se kao bezmisrisni plin slobodno širi u gotovo svim kućama, ali ne u podjednakoj koncentraciji. Radon lako prolazi kroz pijesak i većinu poroznih materijala, kroz pukotine u Zemljinoj kori, u stijenama ali i kroz elemente zgrada.
Koncentracija ovisi o vrsti materijala i sastavu tla. Najveća je u granitu i vulkanskom kamenju, otvrdloj lavi i bazaltu. Među vapnencima mu je daleko manja, tek desetinu ili stotinu od one u granitu.
Glavna opasnost ne dolazi od samog radona, jer je on kemijski neutralan i ne otapa se u tkivu, već od tvari koje nastaju njegovim raspadanjem, a koje su radioaktivne.

## Vanjske poveznice
- Radon  Arhivirana inačica izvorne stranice od 18. studenoga 2005. (Wayback Machine)